# Мухарка південна
Мухарка південна (Melaenornis pammelaina) — вид горобцеподібних птахів родини мухоловкових (Muscicapidae). Мешкає в Центральній і Південній Африці.

## Підвиди
Виділяють два підвиди:
- M. p. pammelaina (Stanley, 1814) — від заходу і півдня ДР Конго до Кенії, сходу ПАР і центральної Анголи;
- M. p. diabolicus (Sharpe, 1877) — від південної Анголи і південно-західної Замбії до Ботсвани і заходу ПАР.

## Поширення і екологія
Південні мухарки живуть у відкритих сухих саванах і рідколіссях, в галерейних лісах, в садах, парках і на плантаціях.

## Поведінка
Південні мухарки харчуються переважно комахами та іншими безхребетними, а також нектаром алое Aloe marlothii і ягодами чорного пасліну. Утворюють невеликі зграї, часто приєднуються до зграй вилохвостих дронго. Сезон розмноження триває з травня по січень, з піком у вересні-жовтні. В кладці 4 яйця, інкубаційний період триває 2 тижні, пташенята покидають гніздо на 15-20 день.